# Tomb Raider: The Angel of Darkness
Tomb Raider: The Angel of Darkness – przygodowa gra akcji wyprodukowana przez Core Design i wydana 30 czerwca 2003 przez Eidos Interactive. Szósta gra z serii Tomb Raider.
Akcja gry toczy się w Paryżu i Pradze. Lara Croft zostaje oskarżona o morderstwo swojego wieloletniego mentora, archeologa Wernera von Croya. By oczyścić się z zarzutów, rozpoczyna prywatne dochodzenie w sprawie serii zabójstw dokonywanych przez „Monstrum”. W poznaniu prawdy pomaga jej Kurtis Trent. Gracz kontroluje ruchy bohaterów, rozwiązuje zagadki logiczne oraz eliminuje wrogów.
Gra była kolejną z serii udostępnioną na platformy Microsoft Windows i Mac OS X oraz pierwszą udostępnioną na PlayStation 2. Powstawała trzy lata, a jej premiera była wielokrotnie przekładana. W pierwszych dniach po premierze odnotowała wysokie wyniki sprzedaży. Twórcy planowali stworzyć kolejne części trylogii, jednak z powodu zwolnienia pracowników Core Design (motywowanego słabym odbiorem gry) i przekazania praw do produkcji nowych części gry z serii Tomb Raider firmie Crystal Dynamics, prace nad tytułami wstrzymano.
Gra została uznana przez recenzentów i graczy za najsłabszą część serii, głównie ze względu na niewygodne sterowanie i niestabilny silnik graficzny. Pomimo słabego odbioru, uchodzi za grę znaczącą w procesie odchodzenia od klasycznej serii, m.in. ze względu na stworzenie nowego silnika gry, wprowadzenie nowych ustawień sterowania i zmianę wyglądu głównej bohaterki.
W 2024 roku po premierze kompilacji Tomb Raider I–III Remastered ogłoszono, że The Angel of Darkness wraz z The Last Revelation i Chronicles również zostanie wydana w odnowionej wersji. Premierę pakietu Tomb Raider IV–VI Remastered zapowiedziano na luty 2025 roku.

## Fabuła
Po Paryżu grasuje seryjny morderca, którego prasa nazwała „Monstrum”. Lara Croft przybywa do miasta, by spotkać się ze swoim dawnym mentorem, Wernerem von Croyem, który prosi ją o spotkanie z Margot Carvier, historyczką i naukowcem w Muzeum w Luwrze. W trakcie kłótni dotyczącej wydarzeń w Egipcie Lara traci przytomność, a po przebudzeniu odkrywa zwłoki von Croya. Staje się główną podejrzaną o zabójstwo, dlatego musi oczyścić się z zarzutów. Spotyka się z Margot Carvier, od której otrzymuje stary notatnik von Croya. Dowiaduje się, że mężczyzna przed śmiercią nawiązał współpracę z alchemikiem Pieterem van Eckhardtem, który zlecił mu znalezienie pięciu średniowiecznych Obrazów Obscura. Następnego dnia Lara dowiaduje się, że Carvier została zamordowana. 
Lara spotyka się z francuskim przedsiębiorcą Louisem Bouchardem, któremu von Croy przed śmiercią zaoferował współpracę nad włamem na teren archeologicznych wykopów pod Muzeum w Luwrze, gdzie starożytne społeczeństwo Lux Veritatis ukryło jeden z Obrazów Obscura. Lara dociera do wnętrza muzeum przez odpływy burzowe, a na miejscu dowiaduje się, że Obrazy Obscura dotyczą nefilim, wymarłego gatunku hybryd aniołów i ludzi. Odkrywa też, iż skrywane w obrazach metalowe symbole mocy po połączeniu tworzą talizman Sanglyph, który może wskrzesić Śpiącego (też Cubiculum Nephili), ostatniego przedstawiciela rasy nefilim. Aby tego uniknąć, społeczność Lux Veritatis ukradła jeden z obrazów i ukryła go w chronionym grobowcu pod Muzeum w Luwrze. Po dotarciu na miejsce Lara odkrywa, że każdy z obrazów został przemalowany przez Brata Obscura z Lux Veritatis, który wcześniej zrobił każdemu z malowideł sekretną kopię, nazywaną Ryciną Obscura. W trakcie ucieczki z muzeum Lara zostaje zatrzymana przez Kurtisa Trenta, ostatniego reprezentanta społeczności Lux Veritatis, którego atrybutem jest magiczny dysk z ostrzami. Trent chce zemścić się na Eckhardcie, który zabił mu ojca.
Przed wyjazdem do Pragi, gdzie ma przebywać „Monstrum”, Lara wraca do apartamentu von Croya, by znaleźć piątą Rycinę Obscura. W mieszkaniu doznaje retrospekcji i przypomina sobie, że to Eckhardt zabił mentora. Po wyjściu z mieszkania Lara odkrywa, że Bouchard nasłał na nią mordercę. Po przyjeździe do Pragi spotyka Luddicka, lokalnego dziennikarza, który informuje ją, że posiadaczem piątej Ryciny Obscura był Mathias Vasiley, który został zamordowany przez mafię. Luddick informuje ją także o grupie alchemików dowodzonej przez Eckhardta, który chce wskrzesić nefilim. Bouchard przyznaje się Larze, że Eckhardt zlecił mu zabicie jej, a chwilę później bohaterka odkrywa zwłoki Boucharda.
Lara dzięki pomocy Luddicka dociera do siedziby Cabal w Strahov, wcześniej jest świadkiem zabójstwa dziennikarza przez Eckhardta. Na miejscu ponownie spotyka Trenta, z którym podejmuje współpracę, by powstrzymać Eckhardta, w czym ma im pomóc Ostrze Ochronne, starożytna broń stworzona przez Lux Veritatis. Posiadając dwa odłamki broni, Lara odnajduje trzecią część w laboratorium Eckhardta. W międzyczasie Kurtis walczy z proto-nefilimem, poczwarą powstałą w wyniku nieudanych prób stworzenia nowych gatunków nefilim, a później z Boaz, zmutowaną hybrydą potwora i Kristiny Boaz, członkini organizacji Cabal. Potwór ginie, a przed śmiercią dotkliwie rani Kurtisa.
Po zdobyciu trzeciego Ostrza Ochronnego Lara spotyka Eckhardta, który wskrzesza Śpiącego. Podczas końcowego ataku Ostrzem zostaje powstrzymana przez pomocnika alchemika, Joachima Karela, który najpierw zabija Eckhardta, a następnie ujawnia, że jest jednym z nefilim. W rozmowie z Larą przyznaje się do zmanipulowania jej poprzez przeistaczanie się w napotykane przez nią postaci (m.in. Boucharda, Luddicka i Trenta), by dzięki niej odzyskać Obrazy Obscura. Widząc blizny na dłoni Karela, Lara doznaje retrospekcji i przypomina sobie, że to on jest „Monstrum”, dlatego odmawia mu pomocy, po czym wyrywa talizman z ciała Eckhardta i kładzie go na nogę Śpiącego, powodując wybuch, który zabija Karela.
W ostatniej scenie Lara wraca na miejsce walki Trenta z Boaz, gdzie znajduje należący do Kurtisa dysk z ostrzami, który kieruje ją w stronę kryjówki potwora.

## Rozgrywka
Akcja gry rozgrywa się w Paryżu i Pradze. Gracz kieruje brytyjską archeolożką Larą Croft, która wykonuje szereg zadań logiczno-zręcznościowych i eliminuje przeciwników. W stosunku do poprzednich części serii rozwinięto wątki przygodowo-detektywistyczne kosztem zmniejszenia liczby przeciwników do zabicia. Pierwsza misja pełni funkcję treningową, podczas której wyjaśniane jest sterowanie postacią.
Twórcy grę wzbogacili rozgrywkę o elementy cRPG, które umożliwiają bohaterce zwiększanie siły w trakcie gry, nabywanie przez nią umiejętności (np. sprintu czy dalekiego skoku) oraz interakcję z innymi osobami. Dodali też pasek wytrzymałości, który ukazuje kondycję postaci np. podczas wspinaczki. Poszerzyli także liczbę ruchów Lary, m.in. o czołganie i skradanie się, walkę wręcz oraz przyleganie do ścian. Pozbawili jednak bohaterkę pary pistoletów, które uchodziły za jej znak rozpoznawczy. Po raz pierwszy w historii serii stworzyli również drugą grywalną postać – Kurtisa Trenta. Usunęli z rozgrywki znajdźki, które były częścią poprzednich gier z serii.
Mike Schmitt z firmy producenckiej Eidos wyliczył średni czas rozgrywki na 15–20 godzin, z kolei przedstawiciele Core Design wspomnieli o 50 godzinach rozgrywki.

## Produkcja
Prace nad grą rozpoczęły się trzy lata przed jej wydaniem, gra powstawała pod roboczym tytułem Tomb Raider Next Generation. Pierwsze informacje o pracy nad szóstą częścią serii ujawnił jesienią 2000 Adrian Smith, dyrektor firmy Core Design, udzielając wywiadu, w którym zapowiedział wydanie „gry kolejnej generacji” po premierze Tomb Raider: Chronicles. Podobnie o kolejnej części serii wypowiedział się kierownik projektu, Jeremy Heath Smith. Przewidując zmiany mające nadejść wraz z następną generacją gier, twórcy chcieli odświeżyć postać Lary Croft, aby dostosować ją do zmieniającej się technologii. W tym celu przeprowadzili badania rynku, m.in. zorganizowali ankiety dla fanów Tomb Raidera, a na podstawie wyników badań zdecydowali się nie zmieniać postaci, ale za to umieścili ją w sytuacjach innych niż w poprzednich grach. Zmodyfikowali także charakter rozgrywki znany z poprzednich gier. Adrian Smith zapowiedział w wywiadzie, że „ostatnie, czego chcą, to wyjścia Lary z grobowca” oraz dodał, że fabuła gry będzie opierać się na kilku rozdziałach z książki napisanej w międzyczasie przez twórców.
Rozważano zrezygnowanie z umieszczenia w tytule frazy Tomb Raider, jednak ze względu na rozpoznawalność marketingową nazwy wycofano się z pomysłu. Jak tłumaczył Mike Schmitt z firmy Eidos, podtytuł gry Angel of Darkness miał zawrzeć „wskazówki dotyczące ciemniejszego i ostrzejszego wizerunku Lary” w grze. Jedną z inspiracji dla twórców była gra Splinter Cell. W grze pojawiło się nawiązanie do rasy nefilim, która została opisana w biblijnej Księdze Henocha.
Studio Core Design podzielono na dwa zespoły: jeden pracował nad grą Tomb Raider: Chronicles, a drugi zajmował się tworzeniem Tomb Raider: The Angel of Darkness na konsole PlayStation 2. Przy obu projektach pracował Richard Morton, główny programista gry. Gdy zespół deweloperów pod koniec 2000 zakończył prace nad Chronicles, dołączył do twórców The Angel of Darkness. Na tym etapie prac pojawiały się głosy o braku lidera, który odpowiednio pokierowałby projektem, przez co ekipa miała być „zdemotywowana” i „pozbawiona morali”, a sama gra miała być „zbyt ambitna”. Efektem braku menedżera były duże opóźnienia w produkcji – po roku pracy nad grą twórcy mieli przygotowany jedynie zarys historii, modele postaci i koncepcję artystyczną produktu.
Była to pierwsza gra z serii, która została wydana na PlayStation 2, w związku z tym stworzono nowy silnik umożliwiający generowanie 60 klatek na sekundę. Aby zwiększyć precyzję sterowania postacią, ruch nią przyporządkowano do gałki analogowej, a nie do D-pada, jak przy poprzednich grach z serii. Na miesiąc przed planowanym wydaniem produktu stworzono także nowe sterowanie dla gry w wersji na komputery osobiste, wprowadzając możliwość ruchu myszką komputerową. Twórcy znacznie poprawili grafikę, dzięki której postacie składały się z 5000 wielokątów, a także dodali dokładniejsze tekstury i kamerę względną. Zmienili również strój Lary Croft, a samej postaci nadali bardziej realistyczny i mroczny wygląd.
W lutym 2004 na polskim rynku została wydana reedycja gry, wzbogacona o polskie napisy. Cenega, polski dystrybutor gry, udostępnił do pobrania w Internecie łatkę zawierającą polskie napisy.

### Problemy z opóźnieniem
Premiera gry była kilkukrotnie przekładana. Gra początkowo miała ukazać się pod koniec 2003, jednak latem 2002 Eidos Interactive (wydawca gry) miał wymusić na firmie Core Design (producencie gry) ukończenie prac pod koniec 2002. W marcu 2002 zapowiedziano wydanie gry na listopad, a w październiku poinformowano, że gra ukaże się w lutym 2003. W styczniu ogłoszono kolejne przesunięcie premiery gry, tym razem na początek czwartego kwartału roku fiskalnego firmy Core Design, który upływał w czerwcu. Ten termin miał zapewnić większe przychody i poprawę wyników sprzedaży, a także zbiec się z kinową premierą filmu Lara Croft Tomb Raider: Kolebka życia, która odbyła się w lipcu 2003. Eidos miał zagrozić firmie Core Design zwolnieniem pracowników w przypadku niedotrzymania ostatecznego terminu wydania gry, wyznaczonego na czerwiec 2003. Przed premierą gry faktycznie doszło do zwolnień czołowych pracowników Core Design.
Premierę gry następnie ustalono na 18 czerwca 2003, ale ten termin znów został zmieniony, tym razem na lipiec. Mimo zapowiedzi Angel of Darkness (w wersji na PlayStation 2) już dwa dni później, tj. 20 czerwca, trafił do sprzedaży na rynku amerykańskim, mimo że twórcy nie dokończyli prac nad grą. Wersja na komputery osobiste została udostępniona 30 czerwca 2003 na rynku europejskim, przy czym w Wielkiej Brytanii pojawiła się 1 lipca (na trzy dni przed oficjalną premierą w kraju), a w Polsce – 7 lipca.
Przez liczne opóźnienia twórcy musieli usunąć kilka elementów rozgrywki, m.in. niektóre lokacje oraz materiał filmowy, w którym wyjaśniono, że Lara Croft przetrwała katastrofę w Egipcie dzięki szamance o imieniu Putai. Peter Connelly, jeden z kompozytorów ścieżki dźwiękowej do gry, w 2013 udostępnił na YouTube usunięty film. Z kolei po premierze gry twórcy udostępniali poprawki techniczne.
Z powodu opóźnień Eidos zamknął rok finansowy z mniejszymi zyskami niż zakładali analitycy firmy.

### Promocja
W lutym 2001 ujawniono zarys scenariusza gry. Na początku marca 2002 wydawca Eidos Interactive stworzył witrynę internetową tombraider.com, na której widniał wizerunek Lary Croft opatrzony datą 21 marca 2002. Tego dnia na stronie udostępniono pierwsze szkice nowej gry. W czerwcu 2002 na targach E3 zaprezentowano oficjalny zwiastun gry.

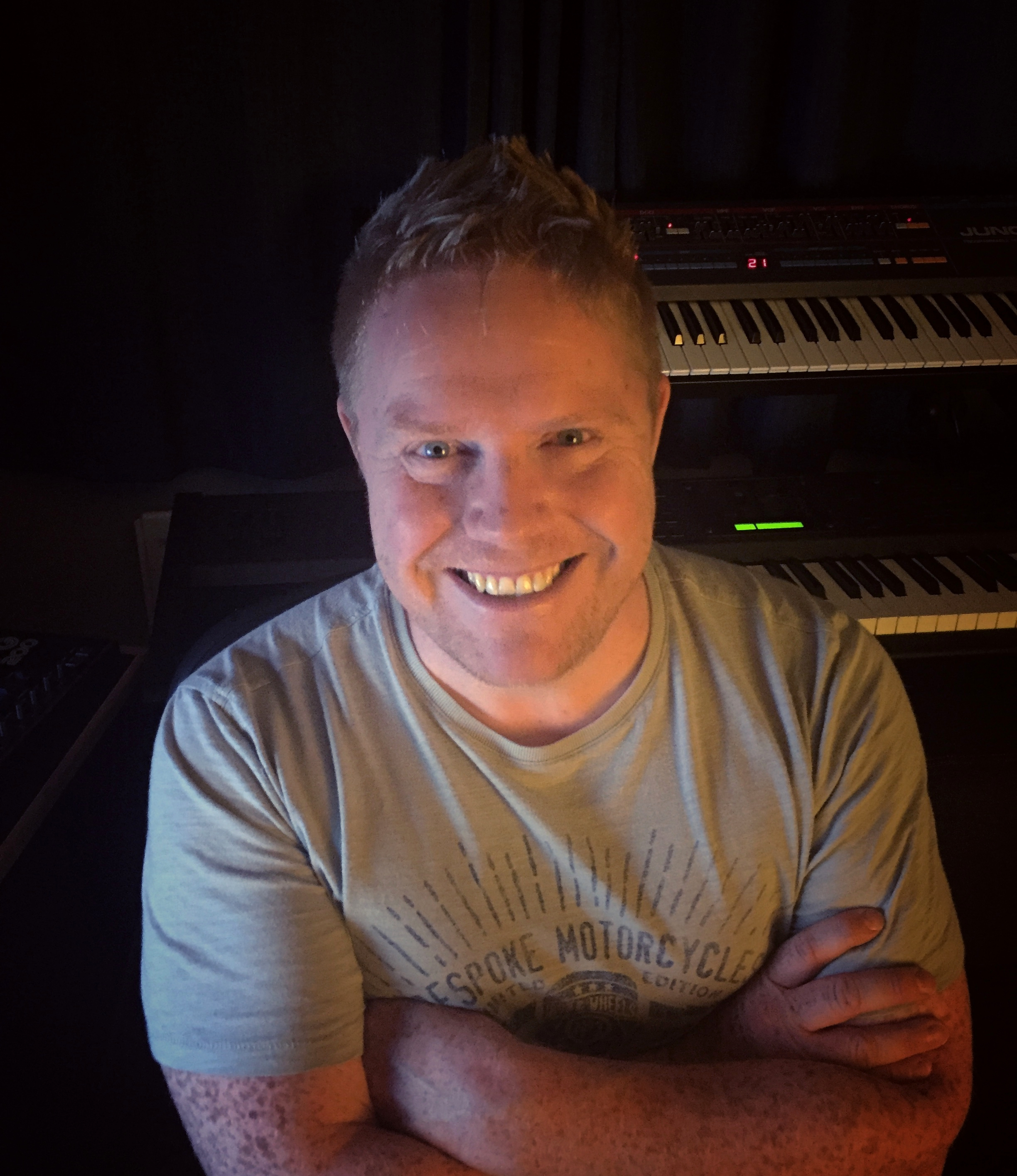
Peter Connelly, kompozytor muzyki do gry (2017)

W lipcu 2003 firma Identity Games wydała grę planszową pt. Tomb Raider: Angel of Darkness. W lipcu 2003 premierę miał utwór Alexa C i Yasmin K. „Angel of Darkness”, który był inspirowany grą, a w teledysku zawierał fragmenty rozgrywki. Piosenka dotarła do 21. miejsca na niemieckiej liście Top 100 Singles oraz 39. miejsca na austriackiej Singles Top 75. Miesiąc przed wydaniem singla „Angel of Darkness” do sprzedaży trafił również album ze ścieżką dźwiękową gry, którą stworzyli Peter Connelly i Martin Iveson oraz którą nagrała London Symphony Orchestra dyrygowana przez Davida Snella. Nagrania odbyły się w Abbey Road Studios w Londynie. Orkiestratorem projektu był Peter Wraight. W lutym 2020 premierę miała odświeżona ścieżka dźwiękowa do gry, którą nagrała orkiestra Dark Angel Symphony.

## Odbiór
Gra spotkała się z chłodnym odbiorem recenzentów, uzyskując w wersji na PC według agregatora Metacritic średnią z ocen wynoszącą 69/100 pkt i 55% według serwisu GameRankings. Angel of Darkness uznawany jest za najsłabszą część serii Tomb Raider. Greg Kasavin z portalu GameSpot twierdzi, że mogło to wynikać ze zbyt wczesnego wypuszczenia gry do sprzedaży. 
Jacek Hałas z portalu gry-online.pl, który skrytykował wydawanie kolejnych części Tomb Raidera, uznał wydanie szóstej odsłony serii za „szczyt bezczelności”. Fabułę gry uznał za „wcale nie zachwycającą”, wskazał też na „bezsensowność niektórych działań” Lary Croft (np. konieczność wzmocnienia siły na wykonanie z pozoru prostych rzeczy). Ocenił też, iż postacią nie tylko „steruje się zdecydowanie najgorzej spośród wszystkich dotychczas wydanych odsłon” (m.in. przez jej opóźnione reakcje na polecenia gracza), ale także gorzej niż postaciami z gry Indiana Jones and the Emperor’s Tomb, m.in. przez „kompletnie schrzanione” autonamierzanie wrogów podczas strzelania. Wskazał także podobieństwo niektórych ruchów Lary do Sama Fishera z serii gier Splinter Cell. Zauważył też, iż to pierwsza z odsłon Tomb Raidera z tak małą liczbą przeciwników do pokonania, przy czym skrytykował ich słabe pole widzenia. Pochwalił za to wprowadzenie do rozgrywki grywalnej postaci Kurtisa Trenta oraz dodanie bohaterom nowych ruchów. Spodobało mu się również wprowadzenie interakcji Lary z innymi osobami (choć większość rozmów uznał za niepotrzebne), za jeden z mocniejszych punktów gry uznał także długość rozgrywki i ścieżkę dźwiękową, która podobała mu się również w poprzednich odsłonach Tomb Raidera. Pochwalił też kilka rozwiązań graficznych, m.in. „przyjemne” filtrowanie anizotropowe i zaawansowane mapowanie wypukłości oraz efekt falowania ekranu i zwiększenie liczby wielokątów przy animacji postaci, choć wskazał na liczne problemy z przenikaniem tekstur. Podsumował, że twórcy najpewniej chcieli wprowadzić za dużo zmian do gry, jednak mieli na to za mało czasu, stąd wiele niedociągnięć.
Douglass C. Peery z amerykańskiego portalu IGN docenił twórców grę m.in. za „mniej frustrujących zagadek” podczas rozrywki, dodanie elementów RPG, wprowadzenie nowych ruchów i drugiej grywalnej postaci oraz lepszą oprawę graficzną niż w poprzednich częściach Tomb Raidera. Zauważył również lepszą widoczność rekwizytów możliwych do zdobycia przez bohaterów, co porównał do rozwiązania znanego z gry Resident Evil. Docenił też automatyczne rozpoznawanie obiektów przez postaci, dzięki czemu te same się na nie wspinają. Pochwalił też ścieżkę dźwiękową, a za najbardziej godną uwagi uznał biorącą udział w nagraniach sekcję dętą, która podkreśliła dramatyzm i napięcie rozgrywki. Pochwalił także różnorodność akcentów, którymi wypowiadają się postacie, przy czym docenił Jonell Elliott za sposób użyczenia głosu Larze. Stwierdził jednak, że bohaterka wydaje z siebie nieproporcjonalnie dużo odgłosów. Dostrzegł również mroczniejszy sposób przedstawienia Lary Croft oraz fakt, że „tym razem ma osobowość, charakter i sympatyczne cechy”. Ubolewał jednak nad brakiem wyraźnego rozwoju serii, wskazując m.in. na powtarzalność rozgrywki. Zwrócił uwagę także na brak płynności ruchów postaci, „głupi scenariusz”, nudny przebieg walki wręcz z przeciwnikami i na niską inteligencję wrogów oraz często wymuszone interakcje Lary z innymi bohaterami i niegrywalne sterowanie.
Gra odnotowała wysokie wyniki sprzedaży w pierwszych tygodniach po premierze. W pierwszych miesiącach po wydaniu sprzedano ponad 1 mln sztuk gry. Angel of Darkness rozszedł się w nakładzie łącznie ponad 2,5 mln egzemplarzy na świecie.

## Kontynuacja
Producenci mieli w planach stworzenie trylogii przygód Lary Croft opartą na nowym silniku. Druga część miała ukazać się po 12 miesiącach od premiery Angel of Darkness. Zapowiadano również powstanie czterech części gry, a każda następna miała ukazywać się w listopadzie kolejnego roku. Zwolnienie zespołu Core Design przez Eidos, odejście z firmy Jeremy’ego Heath-Smitha oraz przekazanie praw do tworzenia kolejnych gier z serii firmie Crystal Dynamics wymusiło wstrzymanie prac nad kolejną częścią trylogii, której premiera była planowana na pierwszą połowę 2005. Akcja gry, roboczo nazwanej The Lost Dominion, miała rozgrywać się w zaginionym mieście pod Kapadocją, gdzie rzekomo istniała twierdza nefilim, ostatnich przedstawicieli upadłych aniołów wspomnianych w Księdze Henocha, oraz w zamku Kriegler w Niemczech, gdzie znajdowało się więzienie Eckhardta. W lipcu 2004 pojawiły się informacje o trwaniu prac nad siódmą częścią Tomb Raidera, która miała ukazał się latem 2005. Legenda trafiła do sprzedaży dopiero w 2006, a gra nie była fabularnie powiązana z Angel of Darkness. W 2013 fani serii zapowiedzieli prace nad The Lost Dominion, a projekt wsparli m.in. dawni pracownicy Core Design: Murti Schofield, Peter Connelly, Richard Morton i Ady Smith. W 2021 Schofield udostępnił na swojej stronie internetowej wiele archiwalnych materiałów z okresu powstawania gry, m.in. oryginalny scenariusz rozgrywki.
W listopadzie 2006 firma Bright Entertainment wydała interaktywną grę wideo pt. Lara Croft Tomb Raider: The Action Adventure, której rozgrywka stanowi zmodyfikowaną część gry The Angel of Darkness. Gra sprzedała się poza Stanami Zjednoczonymi w nakładzie 40 tys. egzemplarzy.